# Парламент Камбоджи
Парламент Камбоджи — двухпалатный законодательный орган Королевства Камбоджа.

## Состав
- Национальная ассамблея (Radhsphea ney Preah Recheanachakr Kampuchea) состоит из 125 депутатов, избираемых на пятилетний срок по пропорциональной системе.
- Сенат (Sénat) состоит из 62 сенаторов, 2 назначаемых королём по рекомендации политических партий, представленных в Национальной ассамблее, 2 избираемых национальной ассамблеей, 58 сенаторов, избираемых от 8 регионов  избирательными коллегиями , состоящими из депутатов парламента и муниципальных депутатов.

## Последние выборы
29.07.2018 Выборы в Национальную ассамблею
| Партии                   | # места | # голоса  |
| ------------------------ | ------- | --------- |
| Народная партия Камбоджи | 125     | 4,889,113 |

25.02.2018 Выборы в Сенат
| Партии                   | # места | # голоса |
| ------------------------ | ------- | -------- |
| Народная партия Камбоджи | 58      | 11,202   |
| ФУНСИНПЕК                | 2       | 276      |
| Беспартийные             | 2       | 185      |